# Diastylis umatillensis
Diastylis umatillensis is een zeekommasoort uit de familie van de Diastylidae. De wetenschappelijke naam van de soort is voor het eerst geldig gepubliceerd in 1971 door Lie.